# ویلوالا
ویلوالا (به لاتین: Wilwala) یک منطقهٔ مسکونی در سری‌لانکا است که در استان مرکزی (سری‌لانکا) واقع شده‌است.